# Rosenmontagseisregen
Der Rosenmontagseisregen war ein starker Eisregen am 2. März 1987, der sich in einem 50–70 km breiten Streifen von den Niederlanden bis nach Oberösterreich erstreckte. Osnabrück, das Emsland, Tecklenburger Land und Ostwestfalen wurden von dem Wetterereignis am stärksten getroffen. Das Unwetter gilt noch vor dem Eisregen von 1978 als eines der schadensintensivsten Eisregenereignisse in Mitteleuropa.

## Wetterlage
Am 1. März 1987 lag westlich von Island ein großes Sturmtief, gleichzeitig zog ein Randtief vom Atlantik nordostwärts. Über Skandinavien lag ein Hoch sowie über Osteuropa ein Tief mit sehr kalter Höhenluft. Nachdem das Randtief seine Zugrichtung nach Südost geändert hatte, bildete dieses zum Tief in Osteuropa eine Luftmassengrenze über den betroffenen Gebieten.
Infolge der Luftmassengrenze wurde am 2. März zwischen Bremen und Bocholt eine Temperaturdifferenz von 16 °C gemessen.

### Temperaturen
Am 2. März 1987 um 10:00 Uhr gemessenen Temperaturen:

Nördlich des Eisregengebiets
- Bremen: −7 °C
- Hamburg: −7 °C
- Emden: −5 °C
- Hannover: −6 °C

Im Eisregengebiet
- Osnabrück: −1 °C
- Paderborn: −2 °C
- Bielefeld: −2 °C
- Lingen: 0 °C

Südlich des Eisregengebiets
- Münster: 1 °C
- Bocholt: 7 °C
- Essen: 8 °C

Nach dem Eisregen stellte sich ein strenger Frost mit bis zu −15 °C ein. Erst Mitte März begann Tauwetter, das die vereiste Landschaft wieder auftaute.

## Folgen
Zwischen Fürstenau und Osnabrück-Lüstringen knickten durch die Eislast 14 Strommasten um. 50.000 Haushalte wurden hierdurch von der Stromversorgung abgeschnitten. Der Zugverkehr wurde zwischen Bremen und dem Ruhrgebiet stark behindert, da vereiste Fahrdrähte den Bahnverkehr massiv störten. Der Straßenbahnbetrieb in Bielefeld musste komplett eingestellt werden.
An Bäumen im Stadtgebiet von Osnabrück entstand ein Schaden von 2,65 Millionen DM. Durch den 3–4 cm dicken Eispanzer hatten die Bäume ein Gewicht von bis zum 80–fachen des Eigengewichts zu tragen.
Der Stichkanal Osnabrück musste bis zum Nachmittag des 3. März aufgrund zahlreicher umgestürzter Bäume am Leinpfad gesperrt werden. Insgesamt forderte der Eisregen elf Menschenleben.